# ادلیزویل
شهر ادلیزویل  در بخش اورژان در ایالت زوریخ در کشور سوئیس واقع شده‌است که ۱۵٬۶۰۰ نفر جمعیت دارد.